# Pelusios chapini
Espèce
Synonymes
- Pelusios castaneus chapini Laurent, 1965

Pelusios chapini est une espèce de tortue de la famille des Pelomedusidae.

## Répartition
Cette espèce se rencontre en Ouganda, en Centrafrique, au Congo-Kinshasa, au Congo-Brazzaville et au Gabon.

## Étymologie
Cette espèce est nommée en l'honneur de l'ornithologue américain James Paul Chapin (1889-1964).

## Publication originale
- Laurent, 1965 : A contribution to the knowledge of the genus Pelusios (Wagler). Annales de Musée Royal de l'Afrique Centrale, Science Zoologique, Tervuren, ser. 8, vol. 135, p. 1-33.